# Frédéric de Danemark (1753-1805)
Pour les articles homonymes, voir Frédéric, prince de Danemark.
Titre
Héritier présomptif de Danemark et de Norvège
14 janvier 1766 – 28 janvier 1768
(2 ans, 1 mois et 14 jours)
Frédéric de Danemark et de Norvège (en danois : Arveprins Frederik), né le 11 octobre 1753 au château de Christiansborg et mort le 7 décembre 1805 au palais d'Amalienborg, est un prince danois et norvégien, héritier présomptif de Danemark et de Norvège puis régent du royaume de Danemark et de Norvège de 1772 à 1784.

## Famille
Seul fils survivant du second mariage du roi Frédéric V avec Juliane-Marie de Brunswick, il est physiquement handicapé.

### Mariage et descendance
En 1774, il épouse Sophie-Frédérique de Mecklembourg-Schwerin (1758-1794), fille du duc Louis de Mecklembourg-Schwerin (1725-1778) et de son épouse Charlotte de Saxe-Cobourg-Saalfeld.
Il eut comme enfants :
- Julienne-Marie (2 mai 1784 – 28 octobre 1784) ;
- Christian VIII (18 septembre 1786 – 20 janvier 1848), roi de Danemark ;
- Julienne-Sophie de Danemark (18 février 1788 – 9 mai 1850), épouse en 1812 le landgrave Guillaume de Hesse-Philippsthal-Barchfeld ;
- Louise-Charlotte de Danemark (30 octobre 1789 – 28 mars 1864), épouse en 1810 le landgrave Guillaume de Hesse-Cassel-Rumpenheim : ils sont les parents de Louise de Hesse-Cassel, reine de Danemark par son union avec Christian IX) ;
- Ferdinand de Danemark (22 novembre 1792 – 29 juin 1863).

## Biographie
À l'avènement de son demi-frère le roi Christian VII en 1766, le prince Frédéric devient son héritier présomptif et le demeure jusqu'à la naissance de son neveu deux ans plus tard. Le souverain souffrant de troubles de la personnalité, le prince Frédéric devient régent en 1772 à l'âge de dix-huit ans, en remplacement de la reine Caroline-Mathilde, exilée. Sa régence n'est cependant que nominale, le pouvoir restant dans les mains de sa mère Juliane-Marie et de son ministre Ove Høegh-Guldberg. Il demeure régent jusqu'en 1784, quand le prince héritier Frédéric, futur Frédéric VI, atteint l'âge de seize ans lui permettant d'assumer la régence.

## Généalogie
Frédéric de Danemark appartient à la première branche de la maison d'Oldenbourg. Cette lignée donna des rois à la Suède, à la Norvège et au Danemark. Elle s'éteignit le 15 novembre 1863 lors du décès de Frédéric VII.